# Lan kim tuyến Chiết Giang
Lan kim tuyến Chiết Giang (danh pháp hai phần: Anoectochilus zhejiangensis) là một loài thực vật có hoa thuộc chi Lan kim tuyến (Anoectochilus). Đây là loài đặc hữu của Trung Quốc. Khu vực phân bố: Mọc tại những nơi ẩm ướt trong các khu rừng rậm, các thung lũng có độ cao từ 700 tới 1.200 m trên mực nước biển ở miền trung và bắc tỉnh Phúc Kiến, miền bắc tỉnh Quảng Tây và tây nam tỉnh Chiết Giang.